# Hôtel de Mesmes
Hôtel de Mesmes byl městský palác v Paříži v historické čtvrti Marais ve 3. obvodu. Palác byl z větší části v roce 1838 zbořen kvůli stavbě obytných domů v Passage Sainte-Avoie.

## Historie
Palác si nechal v polovině 16. století postavit konetábl Francie Anne de Montmorency (1492–1567) architektem Jeanem Bullantem (asi 1515–1578) v Rue Sainte-Avoye (současná Rue du Temple).
Palác zahrnoval galerii zdobenou freskami, které v roce 1557 vytvořil Nicolò dell'Abbate. Stavba se rozkládala od dnešní Passage Sainte-Avoie k Rue de Braque. Bydlel zde francouzský básník Théophile de Viau (1590–1626). Palác získal v roce 1634 Henri de Mesmes, prezident pařížského parlamentu a v letech 1618–1622 prévôt des marchands. Palác zůstal v majetku rodiny a zůstal Mesmes až do roku 1780, díky čemuž získal své jméno. Jean-Antoine de Mesmes (1661–1723) ho nechal přestavět v roce 1704 architektem Pierrem Bulletem a poté Germainem Boffrandem. Po jeho smrti jej dědici pronajali Johnovi Lawovi, který si zde zřídil své kanceláře. Ludvík XVI. jej získal v roce 1780 jako sídlo finančního ředitelství nepřímých daní. To zde sídlilo až do roku 1826, kdy palác koupil pan Cogniet. Ten nechal většinu paláce zbořit a pozemek rozdělil na 26 stavebních parcel.

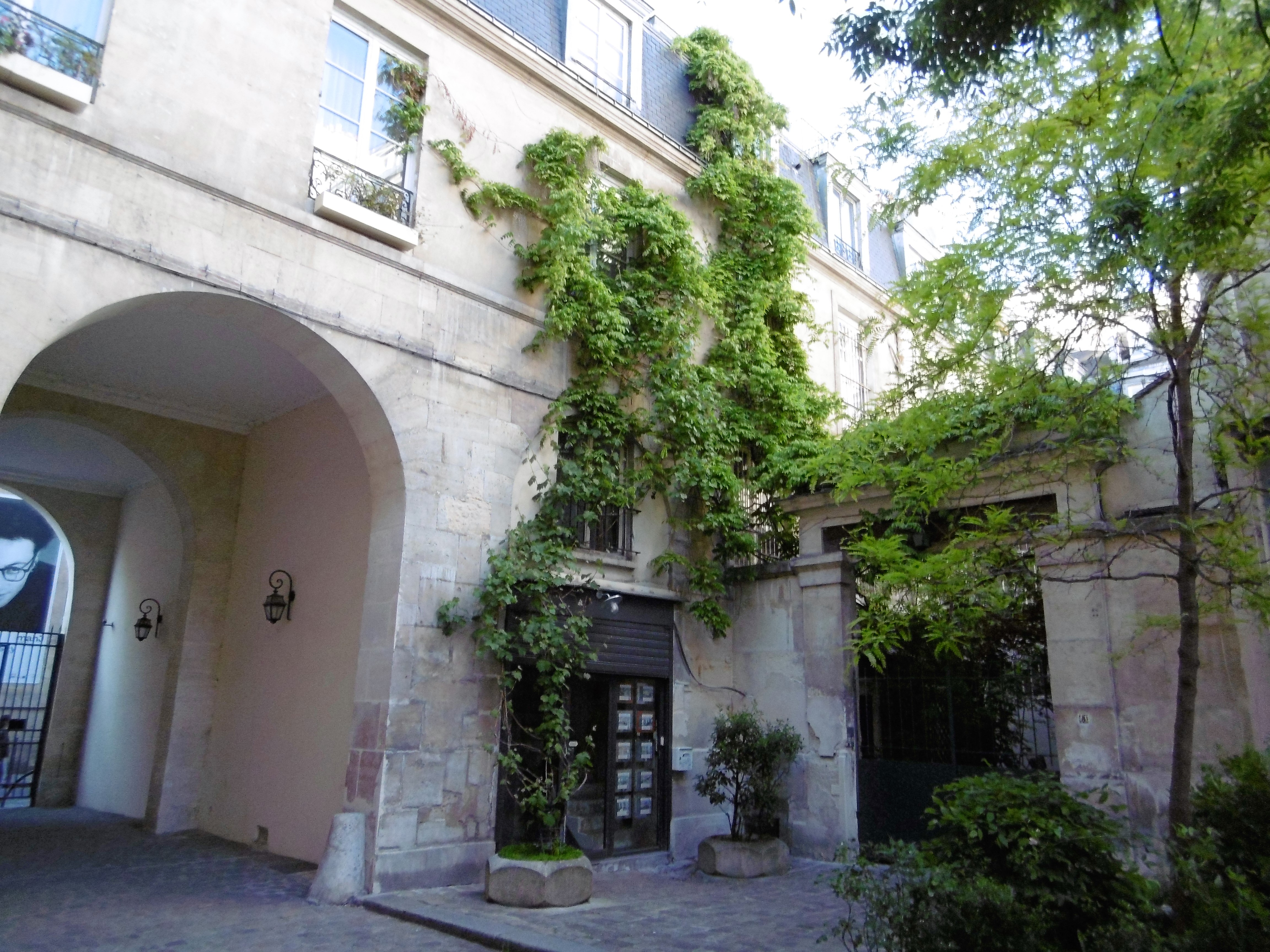
Pozůstatky původního paláce

Z paláce se dochovala v Passage Sainte-Avoye část pravého křídla z 18. století.